# Antoni Huebner
Antoni Huebner (ur. 25 stycznia 1904 w Trzemesznie, zm. 28 lutego 2000 w Szczecinie) – polski kompozytor, pedagog muzyczny, publicysta i recenzent muzyczny, jeden z pionierów szkolnictwa muzycznego powojennego Szczecina.

## Życiorys
Antoni Huebner w roku 1934 ukończył studia na Uniwersytecie Poznańskim na wydziałach muzykologi i polonistyki. Przed wojną nauczał w Szamotułach, Wolsztynie, Poznaniu oraz Inowrocławiu. Występował jako pianista, a także komponował. Podczas wojny nauczał w Nowym Targu. Od roku 1945 związany ze Szczecinem, gdzie w latach 1945–46 był naczelnikiem wydziału muzycznego Rozgłośni Polskiego Radia w Szczecinie. Pracował także jako wizytator szkół i ognisk artystycznych w Wydziale Kultury i Sztuki Prezydium Wojewódzkiej Rady Narodowej oraz jak nauczyciel języka polskiego i angielskiego w I Liceum Ogólnokształcącym im. Marii Skłodowskiej-Curie w Szczecinie. Od roku 1953 dyrektor Państwowej Szkoły Muzycznej II stopnia obecnie Zespół Szkół Muzycznych im. Feliksa Nowowiejskiego funkcje dyrektora pełni do roku 1967. Udało mu się uzyskać i wyremontować dla szkoły były „pałac Wolkenhauera” przy ulicy Staromłyńskiej 13. W lutym 1965 szkole nadano imię Feliksa Nowowiejskiego. Zajmował się publicystyką muzyczną w Kurierze Szczecińskim oraz w Głosie Szczecińskim. Przez wiele lat działał jako prelegent na licznych koncertach kameralnych na Zamku Książąt Pomorskich. Był autorem kilku publikacji o historii kultury muzycznej Szczecina.
Zmarł 28 lutego 2000 roku w Szczecinie. Pochowany został 3 marca na cmentarzu Centralnym w Szczecinie (kwatera 29C).

## Działalność kompozytorska
Twórczość kompozytorska to głównie pieśni solowe z towarzyszeniem fortepianu do tekstów J. Słowackiego, A. Mickiewicza, A. Puszkina, Horacego, M. Świetłowa i G. Kownackiej, pisał także sonaty, sonatiny. Napisał 4 mazurki, 2 preludia, 5 suit wielkopolskich, 3 cykle wariacji, fantazje Les tendres plaintes, 2 humoreski. Humoreska Tańczący Gryf nagrodzona została na konkursie zorganizowanym przez Wydział Kultury miasta Szczecina w roku 1950. Pieśni i utwory fortepianowe był emitowane w radiu, a także wykonywane na licznych koncertach kameralnych.

## Upamiętnienie
- W roku 1994 w auli Zespołu Szkół Muzycznych im. Feliksa Nowowiejskiego odbył się uroczysty koncert benefisowy z okazji 90 urodzin kompozytora.
- Jego popiersie znajduje się na t.zw. Pałacu pod Głowami w Szczecinie wśród innych popiersi osób zasłużonych dla kultury miasta.